# Burney Point
Burney Point är en udde i Antarktis. Den ligger i Sydshetlandsöarna. Argentina, Chile och Storbritannien gör anspråk på området.
Terrängen inåt land är platt norrut, men åt nordväst är den kuperad. Havet är nära Burney Point åt sydost. Trakten är glest befolkad. Närmaste befolkade plats är Escudero Station, 13,9 kilometer norr om Burney Point. 